# 범위의 경제
범위의 경제(영어: Economies of scope)란 하나의 기업이 2가지 이상의 제품을 함께 생산할 경우, 2가지를 각각 따로 생산하는 경우보다 생산비용이 적게 드는 현상이다.

## 수학적 표현
다음의 수식이 성립할 때에 범위의 경제가 존재한다.
{\displaystyle TC(Q_{1},Q_{2})<TC(Q_{1},0)+TC(0,Q_{2})}

## 같이 보기
- 규모의 경제